# China-Airlines-Flug 140
Am 26. April 1994 ging ein Airbus A300 auf dem China-Airlines-Flug 140 (Flugnummer: CI140) bei der Landung auf dem Flughafen Nagoya plötzlich in einen steilen Steigflug auf 500 Meter Höhe über. Dabei kam es zu einem Strömungsabriss; die Maschine stürzte flach zu Boden und schlug neben der Landebahn auf. Von den 271 Personen an Bord starben 264. Das Flugzeug befand sich auf einem Linienflug der China Airlines von Flughafen Taipeh-Chiang Kai-shek.
Es handelt sich um den zweitschwersten Unfall der zivilen Luftfahrt in Japan nach Japan-Airlines-Flug 123.

## Flugzeug
Die auf dem Flug eingesetzte Maschine war ein Airbus A300-622R, der am 30. Oktober 1990 seinen Erstflug absolvierte, ehe er im Februar 1991 neu an China Airlines ausgeliefert wurde. Die Maschine trug die Seriennummer 580 sowie das Luftfahrzeugkennzeichen B-1816. Der Airbus hatte bis zum Unfallzeitpunkt 3910 Starts und Landungen bei 8572 Flugstunden absolviert.

## Flugverlauf
Der Flug war um 16:53 Ortszeit vom Flughafen Taipeh-Chiang Kai-shek gestartet und verlief bis zum Anflug auf Nagoya ohne besondere Vorkommnisse. Als Piloten waren an Bord der Kapitän Wang Lo-chi (chinesisch 王樂琦, Pinyin Wáng Lèqí) sowie der erste Offizier Chuang Meng-jung (chinesisch 莊孟容, Pinyin Zhuāng Mèngróng).
Die Maschine wurde von dem relativ unerfahrenen Ersten Offizier gesteuert, dem Wang Lo-Chi als erfahrener Kapitän, der schon seit Langem als Pilot für China Airlines flog, zur Seite stand. Die Piloten führten einen ILS-Anflug auf Landebahn 34 des Flughafens Nagoya aus. Während des Anflugs aktivierte der Erste Offizier versehentlich den Modus TOGA, also ein Durchstartmanöver, der bei diesem Flugzeugtyp zur damaligen Zeit unumkehrbar war. Als der Erste Offizier bemerkte, dass die Maschine zu steigen begann, wies ihn der Kapitän an, das Steuerhorn nach vorne zu drücken. Der Kopilot arbeitete vergeblich gewaltsam gegen das durch den Autopiloten eingeleitete Durchstartmanöver, schließlich übernahm der Kapitän das Steuer und versuchte ebenfalls, das Steuerhorn nach vorne zu drücken.
Der Steigwinkel der Maschine nahm stetig zu. In 500 Metern Flughöhe steuerte der Autopilot die Maschine letztendlich mit 52,6° Längsneigung nach oben. Parallel dazu sank die Fluggeschwindigkeit, was zu einem Strömungsabriss an den Tragflächen führte. Das Flugzeug schlug neben der Landebahn auf und explodierte. Von den 271 Insassen starben 264, nur 7 überlebten.

Sitzplan der Unfallmaschine

## Rettungsaktion
Sofort nach dem Absturz begann die Rettungsaktion auf dem Flughafen. Die herbeigeeilten Retter fanden jedoch nur wenige Überlebende vor, diese hatten alle zwischen den Sitzreihen 7 und 15 gesessen. Einen Tag nach dem Unfall sprachen Behörden von zehn Überlebenden, von denen jedoch bis zum 6. Mai drei verstorben waren. Unter den Überlebenden waren drei Kinder, darunter zwei Brüder im Alter von 3 und 6 Jahren. 

## Unfallursache
Die Ermittlungen ergaben, dass der Unfall durch eine mangelhafte Koordination sowie die Handlungen der Besatzung im Cockpit verursacht wurde. Es stellte sich heraus, dass beide Piloten zu unerfahren waren – der Erste Offizier hatte bis zum Unfall nur kleine Maschinen geflogen, der Kapitän hatte zwar viel Flugerfahrung mit älteren Maschinen vom Typ Boeing 747, war jedoch erst wenige Monate zuvor auf den Airbus A300 umgestiegen. Da China Airlines über keinen A300-Flugsimulator verfügte, wurde der Kapitän an einem Simulator ausgebildet, der anders konfiguriert war – bei diesem war es möglich, den Autopiloten durch Druckausübung auf das Steuerhorn zu deaktivieren. Airbus hatte zwar im September 1993 ein Servicebulletin herausgegeben, in dem empfohlen wurde, die Software des A300 so zu verändern, dass der Durchstartmodus bei starkem Druck auf das Steuerhorn deaktiviert wird. Da diese Modifikation aber nicht mit höchster Dringlichkeit empfohlen wurde, war sie von China Airlines noch nicht umgesetzt worden. 

## Mediale Rezeption
Der Unfall wurde in Mayday – Alarm im Cockpit, Folge 158 unter dem Titel Rätselhafte Ereignisse (Deadly Go-Round) in Episode 9 der Staffel 18 nachgestellt.